# Skriveni kurikul
Skriveni kurikul (od eng. Hidden Curriculum) nuspojava je školovanja koja se odnosi na „[lekcije] koje se uče, ali nisu otvoreno namijenjene” kao što je prenošenje normi, vrijednosti i vjerovanja priopćenih u učionici i okolini. Treba napomenuti da je školski odmor važan dio skrivenog kurikula.
Svako iskustvo učenja može uključivati nepotrebne lekcije. Skriveni kurikul često se odnosi na znanje stečeno u osnovnoškolskim i srednjoškolskim sredinama, obično s negativnom konotacijom gdje škola teži ravnopravnom intelektualnom razvoju (kao pozitivan cilj). U tom smislu, skriveni kurikul može pojačavati postojeće društvene nejednakosti obrazovanjem učenika u skladu s njihovim razredom i društvenim statusom. Nejednaka raspodjela kulturnog kapitala u društvu odražava odgovarajuću raspodjelu znanja među učenicima.

## Obrazovna povijest
Prema mišljenju nekih teoretičara, rani radnici u području obrazovanja bili su pod utjecajem ideje da je očuvanje društvenih povlastica, interesa i znanja jedne skupine stanovništva vrijedno iskorištavanja manje moćnih skupina. S vremenom je ova teorija postala manje neosporiva, ali njezini temeljni tonovi i dalje su faktor doprinosa pitanju skrivenog kurikula.
Nekoliko obrazovnih teorija razvijeno je kako bi skriveni kurikul dobio značenje i strukturu te kako bi se njima prikazala uloga škole u socijalizaciji. Tri od ovih teorija, kako navode Henry Giroux i Anthony Penna, su strukturalno-funkcionalni pogled na školstvo, fenomenološki pogled povezan s „novom” sociologijom obrazovanja i radikalni kritički pogled koji odgovara neomarksističkoj analizi teorija i prakse obrazovanja. Strukturno-funkcionalni pogled usredotočen je na to kako se norme i vrijednosti prenose unutar škola i kako se njihove potrebe za funkcioniranjem društva neosporno prihvaćaju. Fenomenološkim pogledom predlaže se da se značenje stvara situacijskim susretima i interakcijama, a podrazumijeva da je znanje pomalo objektivno. Radikalno kritičko stajalište prepoznaje odnos između ekonomske i kulturne reprodukcije i naglašava odnos između teorije, ideologije i društvene prakse učenja. Iako su prve dvije teorije pridonijele analizi skrivenog kurikula, radikalni kritički pogled na školovanje daje najviše uvida. Potonji prepoznaje trajne ekonomske i socijalne aspekte obrazovanja koji su jasno prikazani skrivenim kurikulom.

## Gledišta
Različita gledišta učenja doprinose uspjehu skrivenog kurikula, uključujući prakse, procedure, pravila, odnose i strukture. Mnogi izvori specifični za školu, od kojih su neki možda uključeni u ove aspekte učenja, daju važne elemente skrivenog kurikula. Ti izvori mogu uključivati, ali nisu ograničeni na, društvene strukture učionice, uporabu vlasti nastavnika, pravila koja reguliraju odnos između učitelja i učenika, standardne aktivnosti učenja, način komunikacije nastavnika, udžbenike, audio-vizualna pomagala, namještaj, arhitekturu, disciplinske mjere, rasporede, sustave za praćenje i prioritete u kurikulu. Varijacije među ovim izvorima potiču razlike uočene pri uspoređivanju skrivenih kurikula koji odgovaraju različitim razrednim i društvenim statusima. „Svaka je škola istovremeno i izraz političke situacije i učiteljica politike.”
Iako je stvarni materijal koji učenici usvajaju kroz skriveni kurikul od najveće važnosti, osoblje koje ga prenosi evocira posebnu istragu. To se posebno odnosi na društvene i moralne lekcije koje donosi skriveni kurikul, jer se moralne odlike i ideologije učitelja i drugih autoritetnih osoba prevode u njihove lekcije, iako ne nužno s namjerom. Pa ipak, ta nenamjerna iskustva u učenju mogu biti rezultat interakcije ne samo s instruktorima, već i s vršnjacima. Kao i interakcije s autoritetima, interakcije među vršnjacima mogu promicati moralne i društvene ideale, ali i potaknuti razmjenu informacija, te su tako važni izvori znanja koji doprinose uspjehu skrivenog kurikula.

### Heteronormativnost
Prema Merfatu Ayesh Alsubaieju, skriveni kurikul heteronormativnosti predstavlja brisanje identiteta LGBTQ-a u nastavnom planu i programu privilegiranjem heteroseksualnih identiteta. U citatu iz Gust Yep-a, heteronormativnost je „pretpostavka i tvrdnja da je cijelo ljudsko iskustvo neupitno i automatski heteroseksualno”. Zakoni poput „No Promo Homo” koji zabranjuju spominjanje ili podučavanje o identitetima LGBTQ-a smatraju se djelotvornima za jačanje skrivenog kurikula heteronormativnosti. Prema Mary Preston, nedostatak seksualnog obrazovanja u školama uklanja identitete LGBTQ-a iz eksplicitnog kurikuluma i doprinosi skrivenom kurikulu heteronormativnosti.
Kada su učenici izvan granica heteroseksualne norme u školama, nekim je učenicima i nastavnicima pokazano da vrate studente u red tako da su u skladu s heteronormativnim očekivanjima. C. J. Pascoe rekao je da se postupak održavanja poretka odvija upotrebom nasilničkog ponašanja poput upotrebe riječi kao što su peder (fag), homić (homo) ili lezba koje se koriste da bi se sramili studenti s identitetom izvan norme. Pascoe je rekao da uporaba pogrda o LGBTQ-u tvori „Diskusiju o pederima” (fag discourse). „Diskusija o pederima” u školama podržava heteronormativnost, djeluje na „prigušivanje” LGBTQ-ovih glasova i postavlja LGBTQ identitet u skriveni kurikul.

### Autizam
Izraz „skriveni kurikul” odnosi se i na skup onih društvenih normi i društvenih vještina koje osobe s autizmom moraju učiti eksplicitno, dok ih oni neurotipični ljudi uče automatski.

## Uloge
Iako skriveni kurikul prenosi mnogo znanja učenicima, nejednakost koju promoviraju razlike između razreda i društvenih statusa često priziva negativnu konotaciju.[nedostaje izvor] Na primjer, Pierre Bourdieu tvrdi da kapital za obrazovanje mora biti dostupan kako bi se promicala akademska postignuća. Učinkovitost škola postaje ograničena kada su ti oblici kapitala nejednako raspoređeni. Budući da se skriveni kurikul smatra oblikom kapitala povezanim s obrazovanjem, on promiče tu neučinkovitost škola kao rezultat nejednake raspodjele. Skriveni kurikul kao sredstvo društvene kontrole potiče prihvaćanje društvene sudbine bez promicanja racionalnog i reflektivnog razmatranja. Prema Elizabeth Vallance, uloge skrivenog kurikula uključuju „usvajanje vrijednosti, političku socijalizaciju, obuku poslušnosti i pokornosti, trajanje tradicionalnih klasnih struktura-funkcija koje se općenito mogu okarakterizirati kao društveni nadzor.” Skriveni kurikul može također biti povezan s jačanjem društvene nejednakosti, o čemu svjedoči razvoj različitih odnosa prema kapitalu temeljen na vrstama posla i radnim aktivnostima dodijeljenim studentima koji se razlikuju ovisno o društvenoj klasi.
Iako skriveni kurikul ima negativne konotacije, on sam po sebi nije negativan, a prešutni čimbenici koji su uključeni mogu utjecati na pozitivni razvoj učenika. Neki obrazovni pristupi, poput demokratskog obrazovanja, aktivno nastoje umanjiti, izričiti i / ili preusmjeriti skriveni kurikul na takav način da ima pozitivan razvojni utjecaj na učenike.  Slično tome, u područjima obrazovanja za okoliš i obrazovanja za održivi razvoj, postojalo je zalaganje za što prirodnije i održivije školsko okruženje, tako da prešutne razvojne snage, kojima ovi fizički faktori djeluju na učenike, mogu postati pozitivni čimbenici u njihovom razvoju kao okolišno osvještenih osoba.

## Visoko obrazovanje
Iako se studije o skrivenom kurikulu uglavnom usredotočuju na temeljno osnovnoškolsko i srednjoškolsko obrazovanje, visoko obrazovanje također osjeća učinke ovog latentnog znanja. Na primjer, spolne pristranosti postaju prisutne u određenim područjima studija; kvaliteta i iskustva povezana s prethodnim obrazovanjem postaju sve značajnija; a klasa, spol i rasa postaju očitiji na višim razinama obrazovanja.
Jedan dodatni aspekt skrivenog kurikula koji igra ulogu u razvoju učenika je tzv. tracking. Pobornici ove teorije tvrde kako se ova metoda nametanja obrazovnih i karijernih puteva učenicima u mladoj dobi oslanja na različite čimbenike kao što su klasa i status kako bi se pojačale socioekonomske razlike. Djeca su usmjerena na pravce koji ih vode prema socioekonomskim zanimanjima sličnim onima njihovih roditelja, bez pravog razmatranja njihovih snaga i slabosti. Dok studenti napreduju kroz obrazovni sustav, oni slijede svoje korake ispunjavanjem unaprijed utvrđenih tečajeva. Na primjer, ovo je jedan od glavnih faktora koji danas u Americi ograničavaju društvenu mobilnost.

## U literaturi
John Dewey istražio je skriveni nastavni plan i program obrazovanja u svojim radovima s početka 20. stoljeća, posebno njegov klasik Demokracija i obrazovanje. Dewey je vidio obrasce i trendove koji se razvijaju u javnim školama i koji se prepuštaju njegovim demokratskim perspektivama. Njegov je rad vrlo brzo opovrgnuo teoretičar obrazovanja George Counts, čija je knjiga iz 1929. godine Dare the School Build a New Social Order? dovela u pitanje pretpostavljenu prirodu Deweyjevih djela. Counts je tvrdio da je Dewey pretpostavio jedinstven put kojim su prolazili svi mladi ljudi kako bi postali odrasli, ali Counts je isticao reaktivnu, prilagodljivu i višestruku prirodu učenja. Ovakva priroda uzrokovala je da su mnogi nastavnici usmrtili svoje poglede, prakse i ocjene uspješnosti učenika u određenim smjerovima koji su na njihove studente drastično utjecali. Countsove ispite proširio je Charles A. Beard, a kasnije i Myles Horton dok je stvarao ono što je postalo Highlander Folk School u Tennesseeju.
Izraz „skriveni kurikul” navodno je skovao Philip W. Jackson (Life In Classrooms, 1968.). Tvrdio je da se obrazovanje mora razumjeti kao proces socijalizacije. Ubrzo nakon Jacksonova kovanja izraza, MIT-ov Benson Snyder objavio je The Hidden Curriculum, koji se bavi pitanjem zašto pojedini učenici — čak i oni najdarovitiji — „okreću leđa” obrazovanju. Snyder zagovara tezu da je velik dio sukoba u kampusu i osobne anksioznosti studenata uzrokovan mnoštvom nestabilnih akademskih i društvenih normi koje sprječavaju sposobnost učenika da se razvijaju samostalno ili kreativno razmišljaju.
Skriveni kurikul dodatno su istražili brojni nastavnici. Počevši s Pedagogy of the Oppressed, objavljenom 1972., do kasnih 1990-ih, brazilski nastavnik Paulo Freire istražio je različite učinke pretpostavljene nastave na učenike, škole i društvo u cjelini. Freireova su istraživanja bila u skladu s istraživanjima Johna Holta i Ivana Illicha, kojih su brzo identificirani kao radikalni nastavnici. Ostali teoretičari koji su utvrdili prirodu skrivenih kurikuluma i skrivenih dnevnih redova uključuju Neila Postmana, Paula Goodmana, Joela Springa, Johna Taylora Gattoa i ine.
Novije definicije dao je Roland Meighan (A Sociology of Education, 1981):
Skriveni kurikul predaje škola, a ne bilo koji učitelj ... učenicima se nešto događa, o čemu se na predavanju nikad ne može govoriti ili o tome se moliti. Oni odabiru pristup životu i stav prema učenju.
i Michael Haralambos (Sociology: Themes and Perspectives, 1991):
Skriveni kurikul sastoji se od onih stvari koje učenici nauče kroz iskustvo tijekom pohađanja škole, a ne iz navedenih obrazovnih ciljeva takvih institucija.
Obrazovni kritičari Henry Giroux, Bell Hooks i Jonathan Kozol također su ispitivali učinke skrivenog kurikula.
Razvojni psiholog Robert Kegan uputio je na skriveni kurikul svakodnevnog života u svojoj knjizi iz 1994. godine In Over Our Heads, koja se usredotočila na odnos kognitivnog razvoja i „kognitivnih zahtjeva” kulturnih očekivanja.
Profesor komunikacije Joseph Turow, u svojoj knjizi iz 2017. godine The Aisles Have Eyes, upotrijebio je koncept kako bi opisao akulturaciju za masivno prikupljanje osobnih podataka; napisao je:
Sama djela koja zaziraju privatnost i zagovornici borbe protiv diskriminacije već postaju svakodnevna navika u američkim životima i dio su američkih kulturnih rutina. Maloprodaja je na vodećem rubu novog skrivenog kurikuluma za američko društvo - podučavajući ljude ono od čega moraju odustati da bi se snalazili u dvadeset prvom stoljeću.